# 유카와역
유카와역(일본어: 湯川駅, ゆかわえき)은 일본 와카야마현 히가시무로군 나치카쓰우라정에 있는, 서일본 여객철도의 철도역이다. 기세이 본선이 지나가며, 기노쿠니 선 소속 열차들을 이용할 수 있다.

## 역 구조
섬식 1면 2선 구조의 지상역으로, 열차끼리의 교행이 가능하다. 역사는 승강장 서쪽에 있으며, 승강장과는 지하도로 이어져 있다. 승강장의 바다쪽으로는 유카와 해수욕장의 모래밭이 펼쳐져 있다. 신구역이 관리하는 무인역이다.

### 승강장
| 1 | ■ 기노쿠니 선 | 기이카쓰우라 · 신구 방면              |
| 2 | ■ 기노쿠니 선 | 구시모토 · 기이타나베 · 와카야마 방면 |

## 역세권 정보
유카와 해수욕장, 유카와 온천, 낫산 온천 (夏山)과 가까우며, 국도 제42호선이 역 북쪽을 지나간다.

## 역사
- 1935년 7월 18일 - 일본국유철도의 역으로 개업하였다.
- 1987년 4월 1일 - 민영화에 따라 서일본 여객철도의 소속이 되었다.

## 인접역
| 서일본 여객철도 기세이 본선 | 서일본 여객철도 기세이 본선 | 서일본 여객철도 기세이 본선 |
| --------------------------- | --------------------------- | --------------------------- |
| 기이카쓰우라 신구 방면      | ■ 기노쿠니 선 보통          | 다이지 와카야마 방면        |